# In My Head (singel Queens of the Stone Age)
In My Head – piosenka i drugi singel z czwartego albumu amerykańskiego zespołu rockowego Queens of the Stone Age zatytułowanego Lullabies to Paralyze. Pojawiła się na płycie zespołu The Desert Sessions pod tytułem In My Head... Or Something w 2003 roku. Piosenka jest rozpoznawalna dzięki prostej melodii oraz progresji (A-dur, G-dur, E-dur, C-dur i D-dur). Utwór pojawia się podczas napisów końcowych serialu Ekipa w odcinku The Release oraz w grze Need for Speed: Underground 2. Piosenka jest dostępna do pobrania w grze Rock Band 3.

## Skład
Desert Sessions Vol 9 & 10
- Josh Homme: śpiew, gitara basowa
- Josh Freese: perkusja
- Troy Van Leeuwen: gitara
- Alain Johannes: gitara
- Dean Ween: fortepian

Lullabies to Paralyze
- Josh Homme: śpiew, gitara basowa
- Joey Castillo: perkusja, fortepian
- Troy Van Leeuwen: gitara wiodąca, śpiew
- Alain Johannes: gitara

## Lista piosenek
1. "In My Head"
2. "I Think I Lost My Headache" (Live)
3. "Long Slow Goodbye" (Live from AOL Sessions)
4. "In My Head Radio Edit" (Video)

## Listy przebojów
| Lista (2005)     | Najwyższa pozycja |
| ---------------- | ----------------- |
| UK Singles Chart | 44                |